# ناميكا
حنان حمادي الشهيرة باسم ناميكا (بالألمانية: Namika)‏ هي مغنية ألمانية من أصول مغربية، من مواليد 7 سبتمبر 1991 في مدينة فرانكفورت في ولاية هسن بألمانيا.

## حياتها
ولدت في المدينة الألمانية فرانكفورت لوالدين من أصل مغربي. أجدادها أصلهم من المدينة الناظور. هاجروا والديها إلى ألمانيا في العقد 1970.

## مشوارها الفني
في عام 2015 أصدرت ناميكا ألبومها الأول بعنوان « ناظور » (بالألمانية: Nador)‏ نسبة لمسقط رأس والديها الناظور. وأشارت ناميكا لسبب اختيار اسم ناظور لأنه مرادف لاكتشاف الذات، كما أنها قضت كثيراً من الوقت فيها. كما تضمن ألبوم نادور عدد من الأغاني مثل أغنية « الإنسان المفضل » (بالألمانية: Lieblingsmensch)‏ التي حققت نجاحاً كبيراً بالإضافة إلى أغنية « مستيقظ » (بالألمانية: Hellwach)‏. تعتبر أغاني ناميكا من الأغاني الرائجة للجمهور الألماني خاصةً الشباب منهم حيث يحضر المئات من عشاق موسيقى الجاز حفلاتها والتظاهرات الفنية التي تشارك فيها.

## وصلات خارجية
- الموقع الرسمي (بالألمانية)

- ناميكا في الصفحة laut.de (بالألمانية)

- ناميكا في الصفحة JIVE (سوني موسيقى) (بالألمانية)